# Cysostemon
- Commons
- Wikispecies

Cysostemon é um gênero de plantas pertencente à família Boraginaceae.